# Lucilina hulliana
Lucilina hulliana är en blötdjursart som först beskrevs av Torr 1911.  Lucilina hulliana ingår i släktet Lucilina och familjen Chitonidae.
Artens utbredningsområde är Western Australia. Inga underarter finns listade i Catalogue of Life.